# Nozioni comuni contro gli stoici
Le Nozioni comuni contro gli stoici (Περὶ τῶν κοινῶν ἐννοιῶν πρὸς τοὺς Στωϊκούς - De communibus notitiis adversus Stoicos) sono un trattato filosofico di Plutarco, conservato nei suoi Moralia. 

## Struttura
Il filosofo Diadumeno, portavoce dell'autore, porta avanti una polemica antistoica, limitandosi l’interlocutore (che non ha nemmeno un nome ma viene qualificato semplicemente come hetairos, da intendersi verosimilmente come un rapporto di discepolato) a formulare la richiesta iniziale di una confutazione delle accuse rivolta da alcuni conoscenti, aderenti al pensiero stoico, ai maestri dell’Accademia, e a pochi altri interventi intermedi. 
L’ampia discussione di Diadumeno passa in rassegna un gran numero di dottrine fondamentali per l’etica e la fisica degli avversari allo scopo di mostrare come esse cadano in flagrante contraddizione con le nozioni comuni. Nonostante l'apparente disorganicità, si possono individuare due blocchi tematici corrispondenti a due delle tre parti in cui la filosofia era divisa nei sistemi ellenistici, anche se trattati con libera associazione di idee: la prima parte della trattazione riguarda l’etica stoica, a partire dai concetti di bene e di indifferente, mentre la seconda prende in esame la fisica, una cui parte era costituita dalla teologia.

## Analisi critica
Di notevole interesse è il fatto che l’inizio del trattato sia incorniciato da un dialogo, in cui il filosofo Diadumeno chiede al proprio interlocutore se vuole che la confutazione delle dottrine stoiche parta dai suoi aspetti più paradossali, ma anche più scontati, e l’esempio proposto è costituito appunto dalle caratteristiche del sapiente; l’anonimo interlocutore risponde che non ha senso insistere su argomenti così scontati, e già discussi da tutti, e prega Diadumeno di discutere piuttosto argomenti di maggiore impegno filosofico.
Plutarco entra, dunque, nello specifico del discorso filosofico per mostrare, secondo il metodo dialettico, che le conseguenze delle dottrine stoiche finiscono per contraddire le loro premesse. Si tratta, all’interno delle opere plutarchee superstiti dedicate alla polemica antistoica, di quella di maggior impegno filosofico.